# ردیاب نوترینو

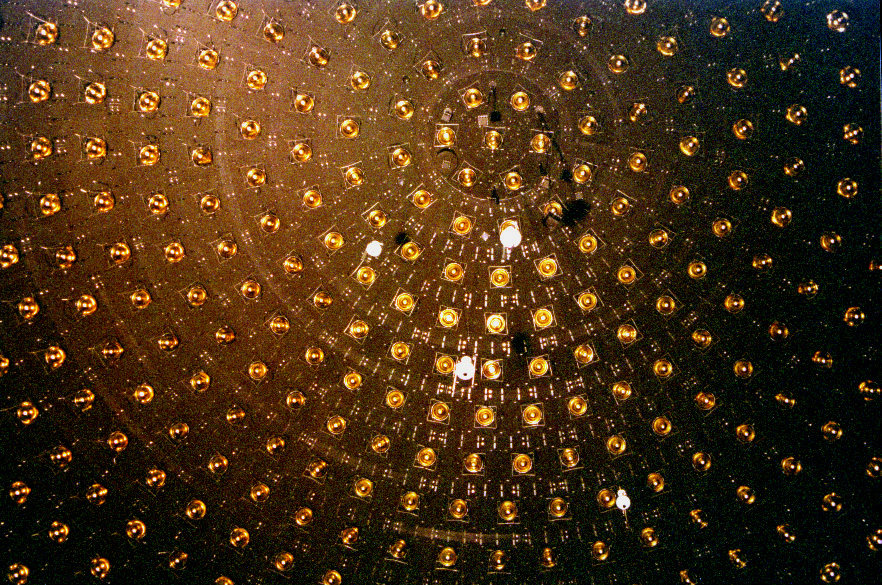
نمایی از داخل یک ردیاب نوتریونو به نام MiniBooNE که در آزمایشگاه فرمی واقع در ایالت ایلینوی آمریکا قرار دارد.

ردیاب نوترینو (انگلیسی: Neutrino detector) یک آشکارساز ویژه جهت مطالعه خواص نوترینوها هستند. از آنجایی که نوترینوها فقط توسط نیروی هسته‌ای ضعیف با دیگر ذرات بنیادی برهمکنش نشان می‌دهند، در نتیجه باید ردیاب‌های آن‌ها در ابعاد بزرگی ساخته شوند تا تعداد قابل توجهی از نوترونوها را ردیابی کنند. همچنین به جهت کاهش اختلالات ناشی از پرتوهای کیهانی و دیگر آثار زمینه‌ای بر ردیاب، این دستگاه‌ها در زیر زمین ساخته و مورد استفاده قرار می‌گیرند.